# Ali Karimi (calciatore 1994)
Ali Karimi (in persiano علی کریمی‎; Esfahan, 11 febbraio 1994) è un calciatore iraniano, centrocampista del Kayserispor e della nazionale iraniana.

## Carriera

### Club
Nella stagione 2012-2013 ha giocato una partita nell'AFC Champions League con il Sepahan, tornando a giocare nella massima competizione internazionale per club asiatica nella stagione successiva.
A luglio 2016 si trasferisce in Europa alla Dinamo Zagabria.
Un anno più tardi torna in patria, di nuovo al Sepahan. Nel luglio 2018 si trasferisce all'Esteghlal.

### Nazionale
Ha giocato nella nazionale iraniana Under-23.
Nel 2016 ha esordito nella nazionale maggiore iraniana, con la quale nel 2022 ha anche partecipato ai Mondiali.

## Palmarès

### Club

#### Competizioni nazionali
- Campionato iraniano: 1

Sepahan: 2014-2015
- Coppa dell'Iran: 1

Sepahan: 2012-2013